# سیارک ۲۷۳۲۶
سیارک ۲۷۳۲۶ (به انگلیسی: 27326 Jimobrien، نامگذاری:2000CC37)۲۷۳۲۶مین سیارک کشف شده‌است که در ۰۲ فوریه ۲۰۰۰ کشف شد.